# 吳福田
吳福田（1819年11月24日—1876年1月16日），原名福徵，字魯舟，江蘇常州府武進縣人，清朝政治人物。吳見思弟吳文思的裔孫。

## 生平
生於嘉慶二十四年（1819年）十月初七日。監生出身，廣東候補知縣，賞戴藍翎。署東安縣知縣、西寧縣知縣，任赤溪直隸廳撫民同知，同治末年任高明縣知縣，任內兩次覃恩，加四級，誥授通奉大夫。光緒元年（1875年）十二月二十日卒。

## 家族
- 父：吳駿

- 正室：仁和倪氏，雲騎尉候選同知倪師曾之女。
- 繼室：徐氏，候選通判徐滋長之女。
- 側室：徐氏

有一子四女：
- 子：吳紹棠（1850年－1891年），嫡出，監生，指分福健候補知縣加同知銜，例授奉政大夫。娶孫氏，監生候選布政使司理問孫兆熊之女。
- 長女，繼出，適五品銜浙江補用縣丞候補府照磨劉家麐外孫、如皋縣邵伯鎮分關關長敬禹。
- 次女，庶出，適靖江縣朱焜。
- 三女，庶出，早卒。
- 四女，庶出，早卒。